# Ainārs Linards
Ainārs Linards, né le 12 mai 1964 à Liepāja en Lettonie, est un footballeur international letton, qui évoluait au poste de milieu offensif.

## Biographie

### Carrière de joueur
Ainārs Linards dispute deux matchs en Coupe des coupes, et deux matchs en Coupe UEFA,.

### Carrière internationale
Ainārs Linards compte 21 sélections et 5 buts avec l'équipe de Lettonie entre 1992 et 1997. 
Il est convoqué pour la première fois par le sélectionneur national Jānis Gilis pour un match amical contre la Roumanie le 8 avril 1992 (défaite 2-0). Par la suite, le 10 juillet 1992, il inscrit son seul doublé en sélection contre l'Estonie, lors d'un match de la Coupe baltique 1992 (victoire 2-1). Il reçoit sa dernière sélection le 2 avril 1997 contre la Suisse (défaite 1-0).

## Palmarès

### Distinctions personnelles
- Élu Footballeur letton de l'année en 1992

## Statistiques détaillées

### Buts en sélection
Le tableau suivant liste les résultats de tous les buts inscrits par Ainārs Linards avec l'équipe de Lettonie.